# Strangalia luteicornis
Strangalia luteicornis là một loài bọ cánh cứng trong họ Cerambycidae.